# Зрембін
Зрембін (пол. Zrębin) — село в Польщі, у гміні Поланець Сташовського повіту Свентокшиського воєводства.
Населення — 386 осіб (2011).
У 1975-1998 роках село належало до Тарнобжезького воєводства.

## Демографія
Демографічна структура на день 31 березня 2011 року:
|          | Загалом | Допрацездатний вік | Працездатний вік | Постпрацездатний вік |
| -------- | ------- | ------------------ | ---------------- | -------------------- |
| Чоловіки | 198     | 44                 | 126              | 28                   |
| Жінки    | 188     | 34                 | 109              | 45                   |
| Разом    | 386     | 78                 | 235              | 73                   |